# Эффект Померанчука
Эффект Померанчука́ — аномальный характер фазового перехода «жидкость — кристалл» лёгкого изотопа гелия 3He, выражающийся в выделении тепла при плавлении (и поглощении тепла при образовании твёрдой фазы).
Эффект был предсказан советским физиком-теоретиком И. Я. Померанчуком (1950) и экспериментально обнаружен американскими физиками У. М. Фейрбенком и Г. К. Уолтерсом (1957).

## Физика эффекта
Причина такого аномального поведения состоит в том, что при низких температурах термодинамические свойства конденсированного 3He определяются не столь фононными, сколько спиновыми свойствами: поскольку ядра 3He обладают спином 1/2, то, с одной стороны, жидкий 3He должен подчиняться статистике Ферми — Дирака, и его энтропия, подобно энтропии электронного газа в металлах, должна быть пропорциональна температуре; с другой стороны, энтропия твёрдого 3He при температурах выше температуры магнитного упорядочивания спинов ядер (но ниже дебаевской) должна быть {\displaystyle S=\ln 2,}, т. е. не должна зависеть от температуры.
Результатом является то, что при температурах ниже 0,3 К энтропия жидкого 3He меньше, чем твёрдого. Вследствие этого согласно уравнению Клапейрона — Клаузиуса зависимость температуры плавления от давления при этом также аномальна: с увеличением давления она понижается.

## Применение эффекта
Эффект Померанчука использовался для получения сверхнизких температур (до 1—1,5 мК) методом адиабатической кристаллизации 3He: при адиабатическом сжатии 3He вдоль кривой плавления происходит образование твёрдой фазы и соответствующее понижение температуры. Ниже 1—1,5 мК упорядочение ядерных спинов 3He в твёрдой фазе приводит к резкому падению энтропии твёрдого 3He, что исключает возможность эффекта Померанчука.